# Smołka (stacja kolejowa)
Smołka (ukr. Смолка) – stacja kolejowa w miejscowości Zwiahel, w rejonie zwiahelskim, w obwodzie żytomierskim, na Ukrainie. Położona jest na linii Żytomierz – Zwiahel.
Od stacji odchodzi bocznica do pobliskiej kopalni granitu.